# Wodne dzieci
Wodne dzieci (ang. The Water Babies) – brytyjsko-polski film familijno-animowany z 1978 roku na podstawie powieści Charlesa Kingsleya pod tym samym tytułem.

## Opis fabuły
XIX-wieczny Londyn. 12-letni Tom jest londyńskim sierotą wykorzystywanym przez okrutnego kominiarza, pana Grimesa i jego wspólnika Daniela Majstra. Jego jedynym przyjacielem jest kundel Toby. Grimes widzi okazję dużego zarobku w wyczyszczeniu kominów rezydencji Harthover Place znajdującej się w Yorkshire. Kominiarze po drodze natykają się na starowinkę, która przypomina do złudzenia artystkę wcielającą się w indyjską księżniczkę bez ciała, którą Tom widział na jarmarku osobliwości.
Po dotarciu na miejsce, mimo podejrzeń służby kominiarze zostają wpuszczeni do rezydencji. Grimes zmusza Toma do czyszczenia niezliczonych kominów. W rzeczywistości Grimes i Majster planowali okraść Harthover Place, o czym nie wie Tom. Podczas żmudnej pracy Tom spotyka Ellie, która też jest sierotą, z tą różnicą, że wychowywana jest przez bogate wujostwo. Tom widząc krzyż na ścianie, pyta się kim jest znajdująca się na nim postać. Ellie odpowiada, że to Jezus. Tom uważa, że Ellie żyje w raju.
Nagle słychać rumor. Tom i Ellie wybiegają i widzą Grimesa z łupami, który rzuca je w kierunku chłopca. Gdy przybywa guwernantka, pani Tripp, Grimes chcąc się wybielić, oskarża Toma o kradzież. Grimes patrząc w oczy pani Tripp wpada w trans, co daje możliwość ucieczki Tomowi. Wkrótce cała rezydencja została postawiona na nogi. Korzystając z zamieszania Grimes i Majster wmawiają wujowi Ellie, sir Johnowi, że to Tom jest złodziejem. W tym przekonaniu utwierdza go też jego służący Sladd, który widział uciekającego chłopca z Tobym. Zostaje urządzona nagonka na Toma i Toby’ego.
Ellie będąca świadkiem prawdziwego zdarzenia biegnie za wujem, chcąc powiedzieć całą prawdę. Tom wraz z Tobym, uciekając, docierają do rwącej rzeki. Sir John i Sladd, już poinformowani przez przybyłą Ellie, próbują mu wyperswadować ucieczkę do wody. Tom jednak na widok kobiety w czerni, wraz z Tobym skacze do wody i obaj opadają na dno.
Tom i Toby powodują zaciekawienie wśród morskich zwierząt, które wkrótce uczą go pływać. Wkrótce dobrą atmosferę psuje gang wydr. Po pościgu chłopiec dowiaduje się od jednej z wydr, że w wydostaniu się na powierzchnię mogą pomóc mu jedynie wodne dzieci. Chłopiec i jego czworonożny przyjaciel postanawiają odnaleźć te tajemnicze stworzenia.
Tom i Toby podczas burzy gubią się w drodze. Napotykają na szkockiego homara imieniem Jock, którego ratują z pułapki na ryby. Wdzięczny Jock pomaga szukać Tomowi wodnych dzieci. Informuje także, że wodnych dzieci poszukuje rekin Morderca chcąc wziąć w niewolę w twierdzy zwanej Zamku Rekina.
W morzu Saragasso Tom, Jock i Toby natykają się na wrak korsarskiego okrętu. Słychać tam przeraźliwe wrzaski, które Jock bierze za morskie straszydło. Za dźwięki odpowiada Teofil, cierpiący na samotność konik morski. Ten podaje poprawną lokalizację wodnych dzieci i widząc w okazję zawarcia nowych znajomości dołącza do towarzystwa. Wkrótce cała czwórka wpada w pułapkę Mordercy i jego wspólnika, węgorza elektrycznego Flapa. Tom rozpacza, że już nigdy nie zobaczy Ellie.
Tymczasem Ellie nie może pogodzić się z rzekomą śmiercią Toma, zwłaszcza, że nie znaleziono jego ciała. Jej płacze słyszy pani Tripp i tworzy projekcję Toma, przez co Ellie wierzy, że Tom żyje. W morzu Toma i jego kompanów ratuje francuski miecznik-muszkieter Claude i dołącza do kompanii Toma.
Claude prowadzi resztę do ostoi wodnych dzieci. Wodne dzieci znają imię Toma, który zaskoczony dowiaduje się, że także zna ich imiona. Chłopiec mówi, że czyha na nich Morderca, jednak wodne dzieci zapewniają, że póki są w swej ostoi, nic im nie grozi. Tom też zwraca uwagę, że jedno z wodnych dzieci – Ariadna jest łudząco podobna do Ellie. Wodne dzieci mówią mu, że tylko władca oceanu – Kraken decyduje, które wodne dzieci mogą się wydostać na powierzchnię. Ariadna mówi mu, że tylko dwoje wodnych dzieci otrzymało zgodę Krakena.
Następnego ranka Ariadna budzi Toma i jego kompanów, o tym że wodne dzieci zostały podstępem porwane przez Mordercę. Tom uważa, że tylko Kraken może coś poradzić. Wraz ze swymi kompanami docierają na Koniec Nicości, gdzie mieszka Kraken. Tylko Tom i Toby mogą oddychać powietrzem z lodowca i udają się przed oblicze Krakena. Tom prosi go uwolnienie wodnych dzieci z rekiniej niewoli i wydostanie się na powierzchnię. Kraken mówi, że spełni tylko jedną prośbę Toma, a ten musi dokonać mądrego wyboru, bo inaczej zostanie na zawsze w królestwie Krakena. Tom chce ratować wodne dzieci, na co zgadza się Kraken. Jednak to Tom musi uwolnić wodne dzieci.
Tom stara się wmanewrować sługusów Krakena, niedźwiedzia polarnego i morsa, w pomoc w uwolnieniu wodnych dzieci, jednak ci wymigują i w zamian omawiają plan pokonania rekinów. Zamek Rekina zostaje zdobyty szturmem przez lodowiec, zaś wodne dzieci są uwolnione przez kompanów Toma. Morderca i Flap wpadają w kłótnię, w wyniku czego obaj i ich wojska giną pod zburzonym zamkiem. Objawia się Kraken, przyglądający cały czas Tomowi, i gratuluje mu właściwego wyboru. W nagrodę za stawienie się w obronie innych Tom może powrócić na powierzchnię. Żegna się ze swoimi kompanami, chwaląc ich i zarzekając, że nigdy o nich nie zapomni.
Tom i Toby są zabrani przez strażniczkę wodnych dzieci na powierzchnię ziemi. Tom kieruje się do Ellie, jednak zostaje schwytany przez Grimesa i Majstra. Ci chcą znowu okraść która Harthover Place, sądząc że to Toma powieszą. Pod groźbą zabicia Toby’ego Tom wraca do Harthover Place, wprowadzając swych oprawców. W przypływie odwagi Tom robi raban, przez co Grimes i Majster wpadają w popłoch i zostają schwytani przez Sladda. Tom i Toby zostają przygarnięci przez wujostwo, a Grimes i Majster otrzymują zasłużoną karę. Tom zapytany przez sir Johna, co się wydarzyło gdy wskoczył do rzeki, opowiada swoje przygody. Co prawda wujostwo Ellie i inni dorośli mocno wątpią w historię Toma, lecz cieszą się z jego powrotu. Tom czując, że Ellie także mu nie wierzy, zabiera ją nad rzekę. Tam widzi kobietę w czerni, w której rozpoznaje indyjską księżniczkę, starowinkę, strażniczkę wodnych dzieci i samą panią Tripp. Wkrótce z rzeki dobiegają głosy wodnych kompanów Toma i wodnych dzieci, przez co Ellie wierzy w historię Toma.

## Obsada
- Tommy Pender – Tomasz „Tom” Akwinus
- Samantha Gates –
  - Ellie,
  - Ariadna (głos)
- Billie Whitelaw – pani Tripp / indyjska księżniczka / starowinka / kobieta w czerni / strażniczka wodnych dzieci
- James Mason –
  - Grimes,
  - rekin Morderca (głos)
- Bernard Cribbins –
  - Daniel Majster,
  - węgorz elektryczny Flap (głos)
- Jon Pertwee –
  - homar Jock (głos),
  - Kraken (głos),
  - łosoś (głos)
- Lance Percival – konik morski Teofil (głos)
- Paul Luty –
  - miecznik Claude (głos),
  - Sladd
- David Tomlison –
  - Sir John,
  - niedźwiedź polarny Archie (głos)
- Joan Greenwood – Lady Harriet
- David Jason – mors Cyryl (głos)
- Poppy Lane – łososica Wilhelmina (głos)

## Wersja polska
Wersja polska: Studio Opracowań Filmów w Warszawie

Reżyseria: Maria Piotrowska

Dialogi: Maria Etienne

Teksty piosenek: Zbigniew Stawecki

Dźwięk: Zdzisław Siwecki

Montaż: Danuta Sierant

Kierownictwo produkcji: Jan Szatkowski

Udział wzięli:
- Filip Gębski – Tom
- Dorota Lanton – Ellie
- Ignacy Machowski – Grimes
- Barbara Paleczny – pani Tipp
- Tadeusz Pluciński – Majster
- Ryszard Dembiński – homar Jock (dialogi)
- Emilian Kamiński –
  - homar Jock (śpiew),
  - łosoś (śpiew)
- Wojciech Szymański – konik morski Teofil
- Jacek Czyż – miecznik Claude
- Tadeusz Włudarski – rekin Morderca
- Jarosław Domin –
  - węgorz elektryczny Flap,
  - węgorz #1
- Ewa Złotowska –
  - Ariadna,
  - jedna z rybek,
  - ślimak #2
- Włodzimierz Bednarski – Kraken
- Leopold Matuszczak – niedźwiedź polarny Archie
- Ryszard Olesiński –
  - mors Cyryl,
  - wydra w meloniku,
  - szczur wodny
- Jerzy Tkaczyk – sir John
- Mirosława Morawska – Lady Harriet
- Juliusz Berger – Sladd
- Ilona Kuśmierska –
  - jedno z wodnych dzieci,
  - jedna z rybek,
  - ślimak #1
- Zofia Gładyszewska – łososica Wilhelmina
- Mirosław Wieprzewski – węgorz #2

Wykonanie piosenek: Zespół Gawęda

Lektor: Tomasz Knapik